# أليس بيركس
أليس بيركس (بالإنجليزية: Alice Burks)‏ هي رياضياتية وكاتِبة وكاتبة للأطفال أمريكية، ولدت في 20 أغسطس 1920، وتوفيت في 21 نوفمبر 2017.